# Liste der Kinos in Berlin-Gatow
Die Liste der Kinos in Berlin-Gatow beschreibt das Kino, das im heutigen Berliner Ortsteil Gatow existiert hat. Die Liste wurde nach Angaben aus den Recherchen im Kino-Wiki aufgebaut und mit Zusammenhängen der Berliner Kinogeschichte aus weiteren historischen und aktuellen Bezügen verknüpft. Sie spiegelt den Stand der in Berlin jemals vorhanden gewesenen Filmvorführeinrichtungen als auch die Situation im Januar 2020 wider. Danach gibt es in Berlin 92 Spielstätten, was Platz eins in Deutschland bedeutet, gefolgt von München (38), Hamburg (28), Dresden (18) sowie Köln und Stuttgart (je 17). 
Gleichzeitig ist diese Zusammenstellung ein Teil der Listen aller Berliner Kinos und der Ortsteillisten.
| Name/Lage                | Adresse         | Bestand   | Beschreibung |
| ------------------------ | --------------- | --------- | --- |
| Filmtheater Gatow (Lage) | Alt-Gatow 29/35 | 1946–1966 | Das Filmtheater Gatow war ab 1946 im Tanzsaal des „Wirtshauses Gatow“ untergebracht. Die Randlagen Berlins wurden in den Nachkriegsjahren auf Grundlage von unzerstörter Struktur bevorzugt für kulturelle Einrichtungen genutzt. Der Tanzsaal lag an der Straßenfront rechts neben dem Restaurantgebäude. Später wurde der Tanzsaal als Parkhaus genutzt. Die Adressangaben für das Kino liegen zwischen 28–34 und 27–35. Das Wirtshaus liegt im Ortskern Gatows gegenüber der Dorfkirche Gatow und der Feuerwache. Zum Wirtshaus gehörte die Gartenfläche von 6000 Quadratmetern zwischen Straße und Havel. Inhaber und wohl Gründer des Filmtheaters waren Franz und Edith Rupp aus Gatow (Kladower Damm 13). Das Kino ist mit 263 Sitzplätzen angegeben. Die Zeitgenossen beschreiben das Kinovergnügen: „Man saß auf Gartenstühlen, die mit Draht zu Stuhlreihen zusammengebunden waren. Ob Nachmittagsvorstellungen mit Charlie Chaplin oder abends die ersten Wild-West-Filme, für 80 Pfg. oder eine Mark war es billiges Vergnügen.“ Bespielt wurde das Kino an sieben Tagen, sonntags mit vier Vorstellungen. Die Bühne hatte eine Größe von 6 m × 8 m, 1959 wurde auf verbesserte Kinotechnik und Breitwand im Größenverhältnis 1:2,35 umgestellt. Die Schließung erfolgte (wohl) dem Zeitgeist folgend aus wirtschaftlichen Gründen. Das Restaurantgelände wurde – begünstigt durch die angrenzende Havel – auf der straßenabgewandten Seite mit Wohnhäusern zum Havelufer hin bebaut. Das 1903 erbaute Wirtshaus (Alt-Gatow 31) selbst besteht noch und wurde in die Denkmalsliste aufgenommen. |